# Pictou Landing (Micmac)
Pictou Landing (Puksaqtéknékatik, Pictou Landing First Nation), jedna od tri današnje bande ili 'prve nacije' Micmac Indijanaca iz distrikta Epekwitk Aqq Piktuk na sjevernoj obali Nove Škotske, Kanada.
Banda danas ima 5 rezervi (reserves) i populaciju od preko 500 pripadnika. Rezerve: Boat Harbour West 37, Fisher's Grant 24, Fisher's Grant 24g, Franklin Manor No.22 (dio) i Merigomish Harbour 31. Jedno su od šest plemena koja pripadaju konfederaciji Mainland Mi'kmaq.